# 尼可拉斯·莎士比亞
尼可拉斯·威廉·李奇蒙·莎士比亞（英語： Nicholas William Richmond Shakespeare，1957年3月3日—）是一位英國小說家和傳記家。

## 人物自傳
尼可拉斯·莎士比亞1957年3月3日出生於英國伍斯特，家裡是個外交官世家。莎士比亞在遠東和南美成長。他曾就讀於龍學校預備學校，之後就讀溫徹斯特公學和劍橋大學，並在英國廣播公司（BBC）工作而擔任電視台的記者，然後在泰晤士報擔任藝術助理和文學編輯。從1988年到1991年，他是每日電訊報和周日電訊報的文學編輯。
他在南美時有兩部代表小說，1989年的《愛蓮娜·席爾維斯的憧憬》（The Vision of Elena Silves），此書獲得薩默塞特·毛姆獎和貝蒂·崔斯克獎，還有1995年的《樓上的舞者》（The Dancer Upstairs）獲得美國圖書館協會獎。其他顯少為人知的作品是從這一時期的1984年的《那人是國王》（The Men Who Would Be King），1986年的《倫敦人》（Londoners）和1993年的《高速飛行員》（The High Flyer）。在1999年莎士比亞出版了關於布魯斯·查特文（Bruce Chatwin）的傳記而廣受好評。其次是2004年的小說《雪腿》（Snowleg）獲得布克獎和國際IMPAC都柏林文學獎「地方」的書。2004年《在塔斯馬尼亞州》（In Tasmania）在2006年獲得塔斯馬尼亞州書獎和2010年的《錯得多美麗》（Inheritance）。
莎士比亞也為伊夫林·沃，馬里奧·巴爾加斯·略薩，布魯斯·查特文和演員狄·保加第在電視上創造一些廣大的傳記，2001年的《競技場》（Arena）英國電影和電視藝術學院（BAFTA）的「最佳藝術紀錄片獎」和皇家電視學會（RTS）的「最佳紀錄片獎」。《樓上的舞者》在2002年被拍成同名電影，劇本是尼可拉斯·莎士比亞，導演是約翰·馬克維奇。莎士比亞在1993年被提名為格蘭塔的最佳青年小說家之一，在倫敦書評和泰晤士報文學副刊等等。
莎士比亞的小說設定在普通百姓和重要事件的背景上，像是《樓上的舞者》，還有涉及阿比麥爾·古茲曼領導祕魯的光明之路和《雪腿》，部分設定在德意志民主共和國的冷戰期間。
在1999年，他被任命為皇家文學學會的會員。
在2009年，他捐贈短篇故事《馬拉之死》給樂施會的牛尾巴企劃，38位作者編寫的四個英國故事集。莎士比亞的故事被收集刊登在「地球」。
在2012年1月，根據記者指出，他的作品被法國總統候選人法蘭索瓦·歐蘭德給誤認為是威廉·莎士比亞所寫的而讓他感到困擾，當他說「恕我冒昧提到莎士比亞，他們沒有開始的夢想，所以他們失敗了。」（Je me permets de citer Shakespeare, ils ont échoué parce qu'ils n'ont pas commencé par le rêve.）

## 著作
- 1984年《那人是國王：看流亡的王族》【西奇维克與傑克森】（The Men Who Would Be King: A Look at Royalty in Exile）【Sidgwick & Jackson】
- 1986年《倫敦人》【西奇维克與傑克森】（Londoners）【Sidgwick & Jackson】
- 1989年《愛蓮娜·席爾維斯的憧憬》【哈維爾】（The Vision of Elena Silves）【Harvill】
- 1993年《高速飛行員》【哈維爾】（The High Flyer）【Harvill】
- 1995年《樓上的舞者》【哈維爾】（The Dancer Upstairs）【Harvill】
- 1999年《布魯斯·查特文》【哈維爾】（Bruce Chatwin）【Harvill】
- 2004年《雪腿》【哈維爾】（Snowleg）【Harvill】
- 2004年《在塔斯馬尼亞州》【哈維爾】（In Tasmania）【Harvill】
- 2007年《海的秘密》【哈維爾】（Secrets of the Sea）【Harvill】
- 2010年《錯得多美麗》【哈維爾】（Inheritance）【Harvill】

## 外部連結
- Contemporary Writers entry from the British Council
- Bold Type Magazine information （页面存档备份，存于） from Random House
- Fantastic Fiction entry （页面存档备份，存于）
- Nicholas Shakespeare at Random House Australia （页面存档备份，存于）